# Alex Whiteley
Alex John Whiteley Briceño (Chile, 28 de mayo de 1975) es un exfutbolista chileno. Jugaba de portero y militó en diversos clubes de Chile.

## Trayectoria
En 1990 ingresó a las divisiones inferiores de Colo-Colo. Profesionalmente, integró el primer equipo albo en 1995 como tercer arquero, después de Luis Barbat y Marcelo Ramírez.
Se desempeñó como preparador de arqueros de la Selección Chilena de Fútbol. Actualmente, es el Preparador de Arqueros de Unión La Calera.

## Clubes
| Club           | País  | Año       |
| -------------- | ----- | --------- |
| Colo-Colo      | Chile | 1992-1995 |
| Everton        | Chile | 1996-1997 |
| Deportes Arica | Chile | 1998      |
| Cobreloa       | Chile | 1999-2002 |
| Palestino      | Chile | 2003      |
| Rangers        | Chile | 2004      |
| Huachipato     | Chile | 2004-2006 |

## Palmarés
| Torneo     | Club      | País  | Año  |
| ---------- | --------- | ----- | ---- |
| Copa Chile | Colo-Colo | Chile | 1994 |